# Chenequa
Chenequa és una població dels Estats Units a l'estat de Wisconsin. Segons el cens del 2000 tenia 583 habitants.

## Demografia
Segons el cens del 2000, Chenequa tenia 583 habitants, 223 habitatges, i 183 famílies. La densitat de població era de 63,6 habitants per km².
Dels 223 habitatges en un 30% hi vivien nens de menys de 18 anys, en un 78% hi vivien parelles casades, en un 2,2% dones solteres, i en un 17,5% no eren unitats familiars. En el 13,9% dels habitatges hi vivien persones soles el 6,7% de les quals corresponia a persones de 65 anys o més que vivien soles. El nombre mitjà de persones vivint en cada habitatge era de 2,61 i el nombre mitjà de persones que vivien en cada família era de 2,88.
Per edats la població es repartia de la següent manera: un 22,8% tenia menys de 18 anys, un 4,6% entre 18 i 24, un 19% entre 25 i 44, un 37,2% de 45 a 60 i un 16,3% 65 anys o més.
L'edat mediana era de 48 anys. Per cada 100 dones de 18 o més anys hi havia 101,8 homes.
La renda mediana per habitatge era de 163.428 $ i la renda mediana per família de 166.623 $. Els homes tenien una renda mediana de 100.000 $ mentre que les dones 40.000 $. La renda per capita de la població era de 86.552 $. Cap de les famílies i el 0,5% de la població estaven per davall del llindar de pobresa.

## Poblacions més properes
El següent diagrama mostra les poblacions més properes.